# Generiska läkemedel
Generiska läkemedel eller generika är läkemedel som innehåller samma verksamma ämne(n) som ett originalläkemedel vilket förlorat sitt patentskydd och dokumentationsskydd (så kallad dataexklusivitet). De kan produceras av flera tillverkare och till lägre kostnader eftersom de kan godkännas utan att behöva upprepa de studier som visar läkemedlets effekt och säkerhet. I stället krävs att den som vill marknadsföra ett sådant läkemedel visar s.k. bioekvivalens, det vill säga att de(t) verksamma ämnet/ämnena tas upp i kroppen på samma sätt som originalläkemedlet. Kraven vad det gäller kvalitetsdokumentation, det vill säga tillverkning, kontroll, stabilitet med mera är desamma som för ett originalläkemedel. Detta kan resultera i att läkemedlet kostar 30-80% mindre än originalet. 
Ett generiskt läkemedel kan precis som originalläkemedel ha ett fantasinamn, men ofta namnges de med substansnamnet (International nonproprietary name, INN, även kallat det generiska namnet) följt av namnet på det läkemedelsföretag som marknadsför läkemedlet. Exempel är Ibuprofen Apofri och Ibuprofen Orifarm, som båda är preparat med ibuprofen från olika tillverkare. Exempel på ibuprofen-preparat med fantasinamn är Brufen och Ipren.
De generiska namnen har tillkommit för att underlätta kommunikation om läkemedel utan att behöva använda vare sig de mycket krångliga kemiska namnen eller de skyddade varumärken ofta används på läkemedelsprodukterna. De är förenklade namn som ofta har en viss koppling till ett kemiskt namn. Det finns olika organisationer som fastställer generiska namn. WHO beslutar om INN, vilket är det generiska namn som används inom EU. I USA används USAN (US adopted names) och i Japan används JAN (Japanese Approved Name). Det finns också andra generiska namn som dock i allmänhet har harmoniserats med INN, till exempel BAN (British Approved Name) och DCF (Denomination commune franchise). Tidigare fastställdes för de skandinaviska länderna generiska namn av Nordiska farmakopénämnden (NFN).